# Крушельницька Емілія Амвросіївна
Емілія Амвросіївна Стернюк (при народженні Крушельницька гербу Сас, 16 серпня 1875, с. Осівці, нині Чортківського району Тернопільської області — 1965, Буенос-Айрес, Аргентина) — українська фольклористка, співачка і диригентка.

## Життєпис
Народилася 16 серпня 1875 року в селі Осівці (нині у складі Бучацької міської громади Чортківського району Тернопільської області, Україна). Донька отця Амвросія, сестра Антона, Соломії, Ганни Крушельницьких.
Була співачкою і диригенткою львівського і тернопільського хорових товариств «Боян». Записувала коломийки, танцювальні приспівки, пісні інших жанрів.
Організувала в селі Біла: читальню «Просвіти» (зібрала для неї бібліотеку), виставки української вишивки. Учасниця хорів. Чимало коломийок, записаних у Білій, увійшли до видання Володимира Гнатюка «Етнографічний збірник» (1905–1907 р.); упорядник у передмові до 1-го тому високо оцінив її внесок у збірку.
Проживала в США.